# 乔治·亨德里克·布莱特纳
乔治·亨德里克·布莱特纳（荷蘭語：George Hendrik Breitner；1857年9月12日—1923年6月5日），是荷兰知名的画家和摄影师，也是阿姆斯特丹印象派的著名代表人物。

## 生平
他1857年出生在鹿特丹，曾经在海牙的皇家艺术学院学习，又去巴黎学习印象派画作，1886年搬到荷兰首都阿姆斯特丹。因为写实风格的街道和港口而名噪一时，时常记录着街头生活和天气变化，特别是雨天作为自己绘画的原料灵感。1892年被授予皇家绘画奖。

## 画廊

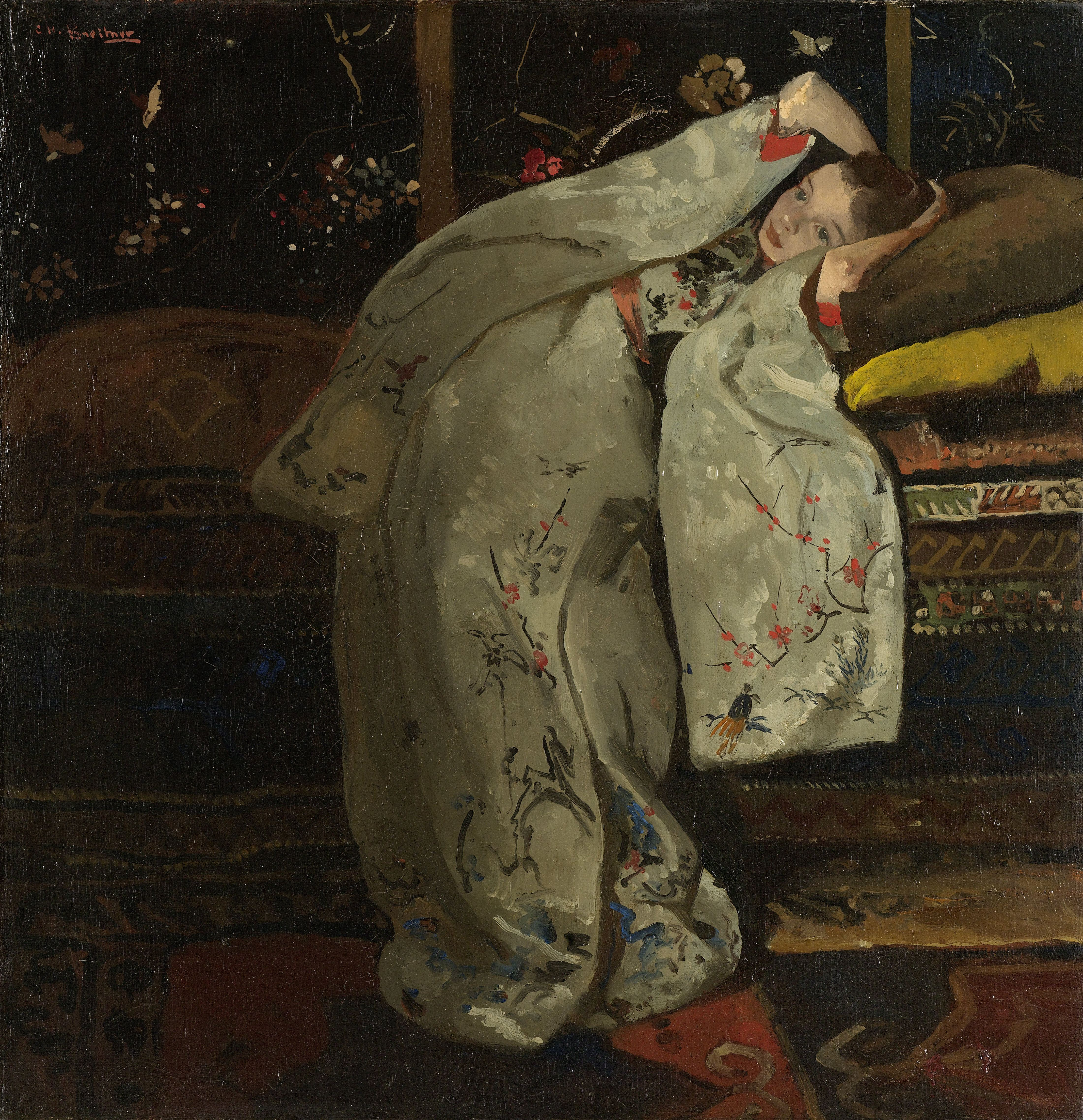
穿白色和服的女孩 (1894), 阿姆斯特丹国家博物馆
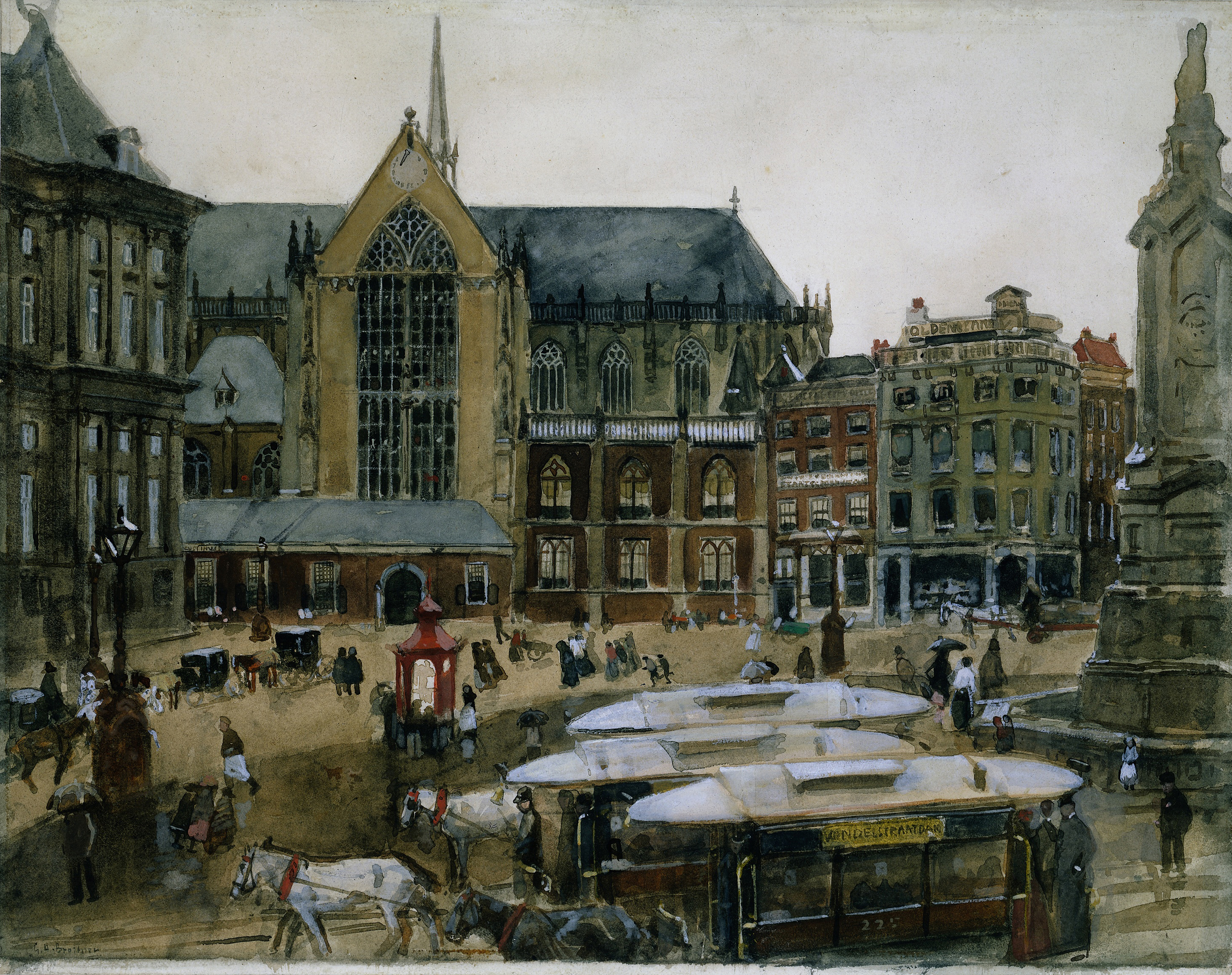
阿姆斯特丹水坝广场 (约1895), 水彩, 40 x 51 cm, 阿姆斯特丹国家博物馆
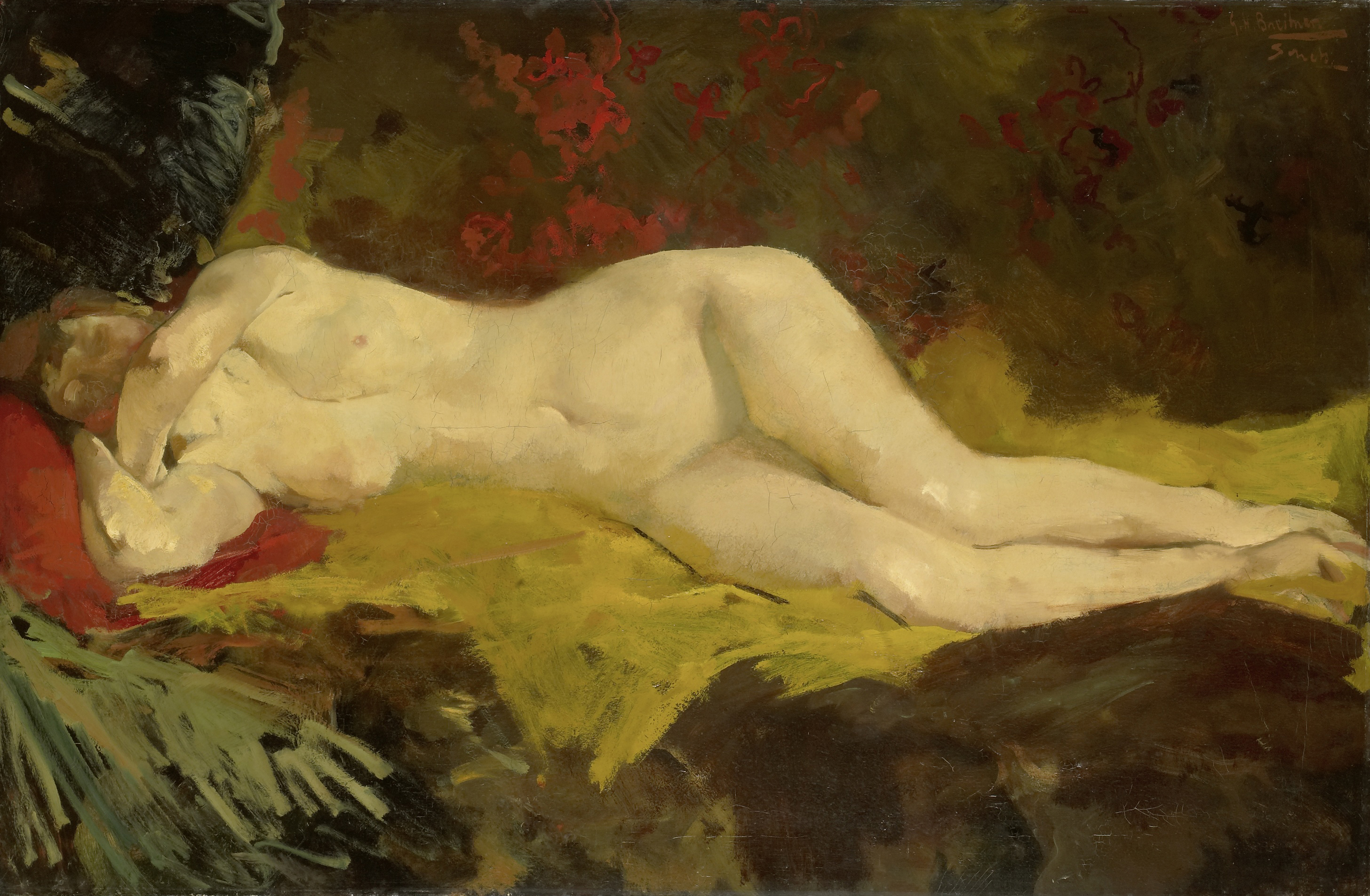
斜倚的女人, 布面油画 (约1888), 阿姆斯特丹市立博物馆
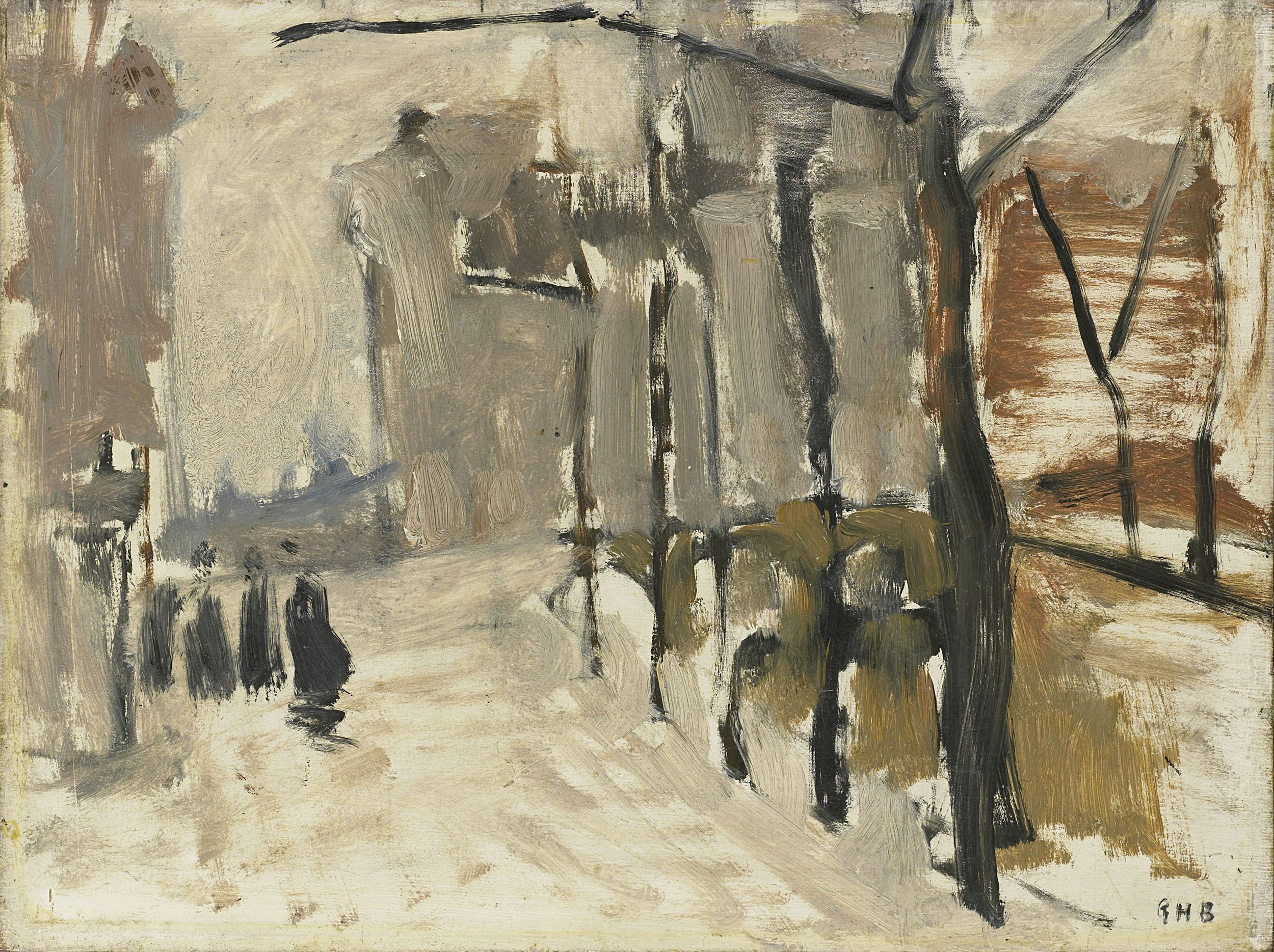
海牙街景 (?), 阿姆斯特丹国家博物馆 (SK-A-3547).
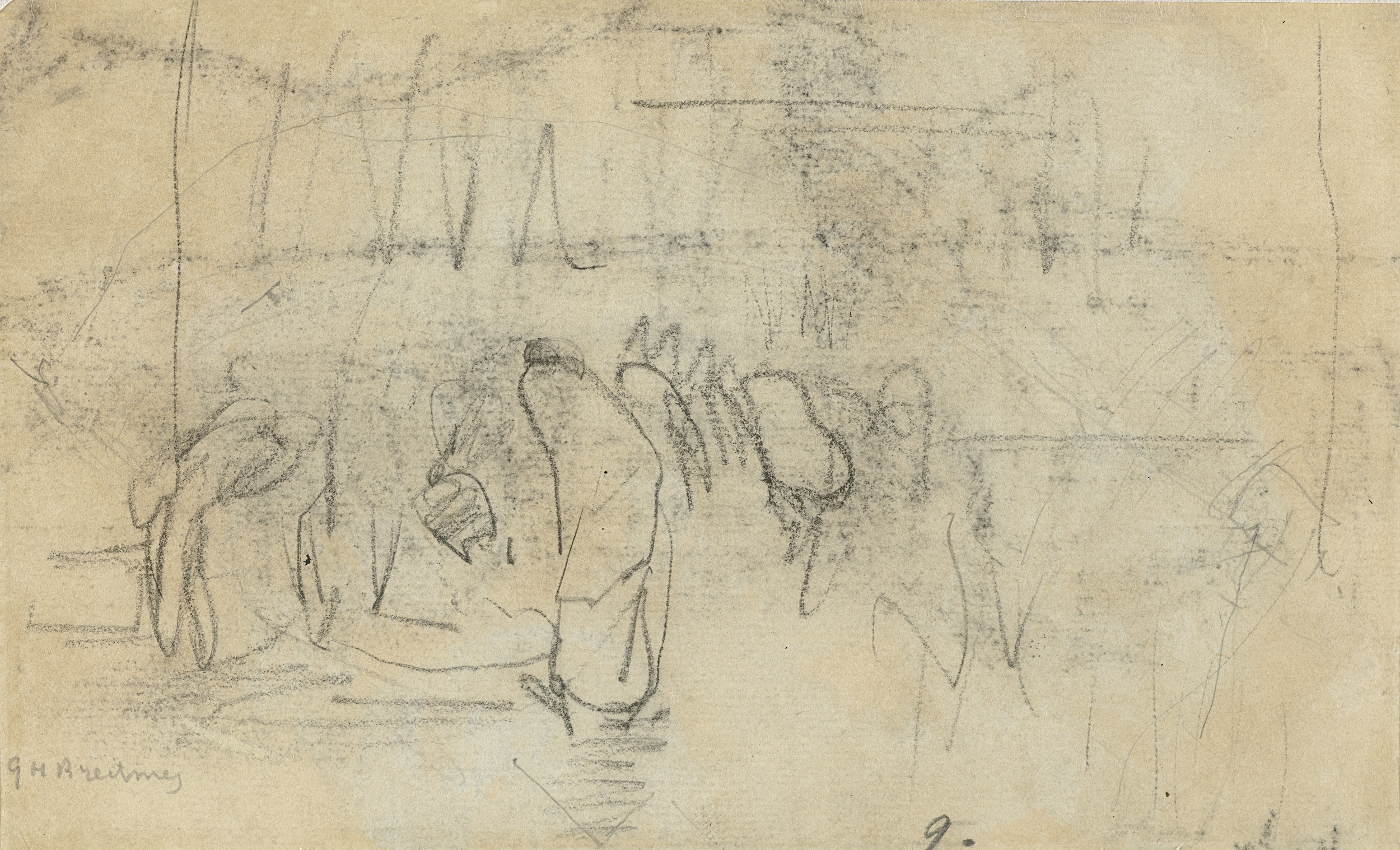
街上的素描人物, 阿姆斯特丹国家博物馆
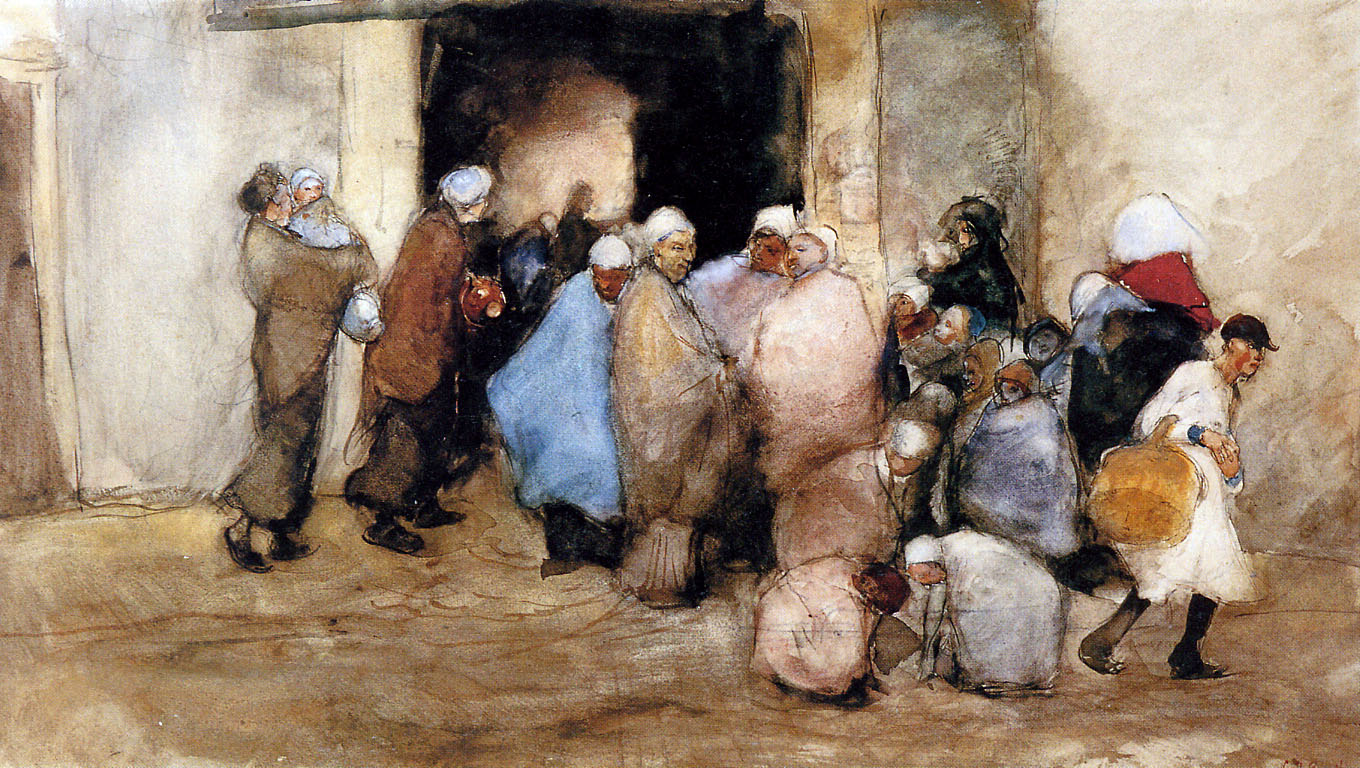
分勺舀汤 (1882), watercolor, 阿姆斯特丹市立博物馆.
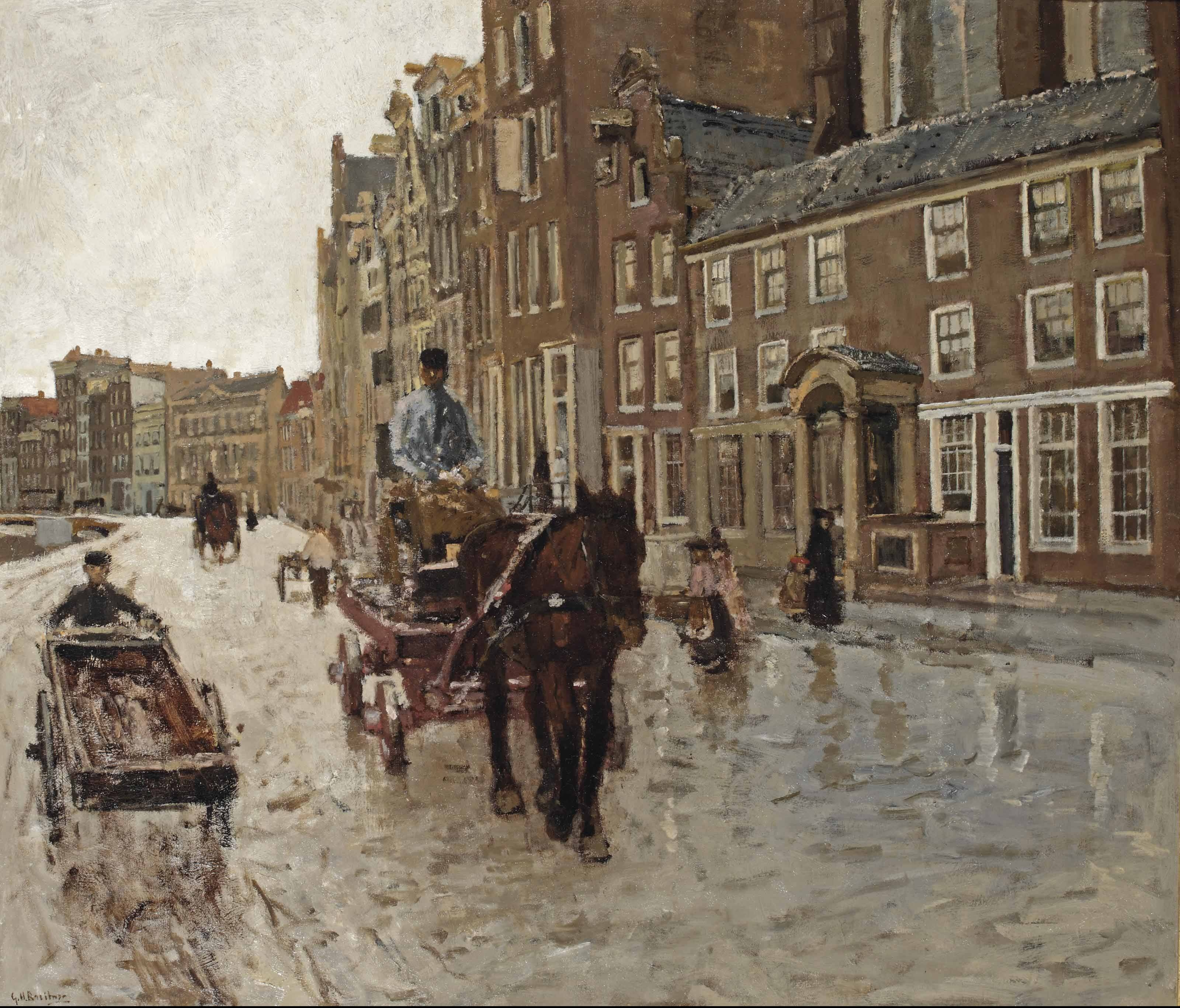
Rokin with the Nieuwezijdskapel, Amsterdam (约1904), 布面油画
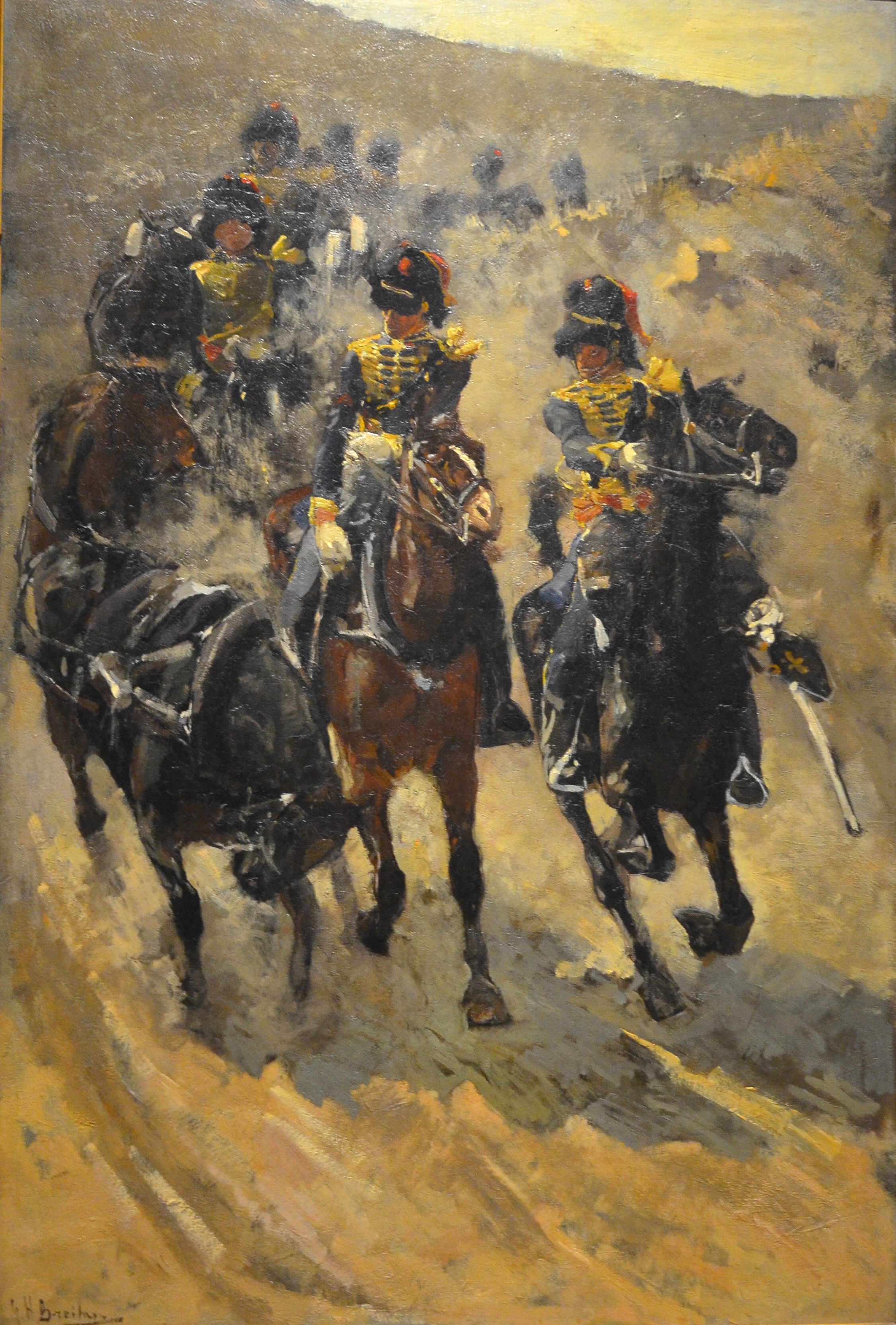
黄色骑兵, 1886
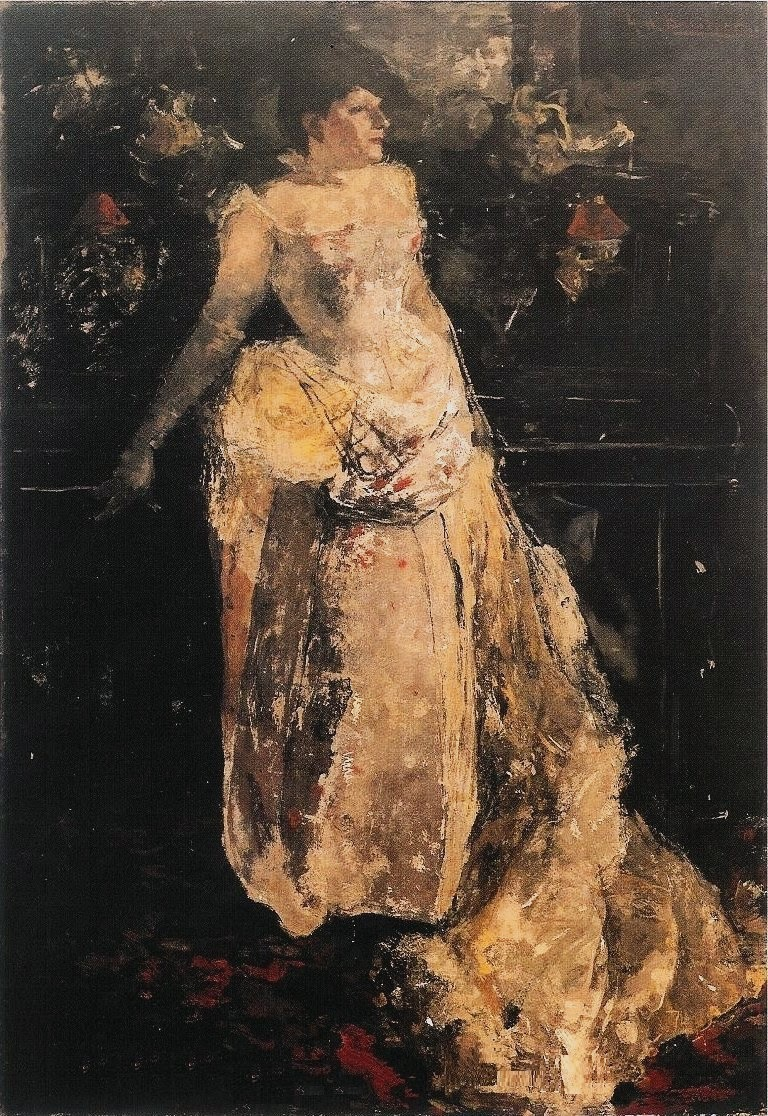
Portret van mevrouw Mann-Bouwmeester als Francillon
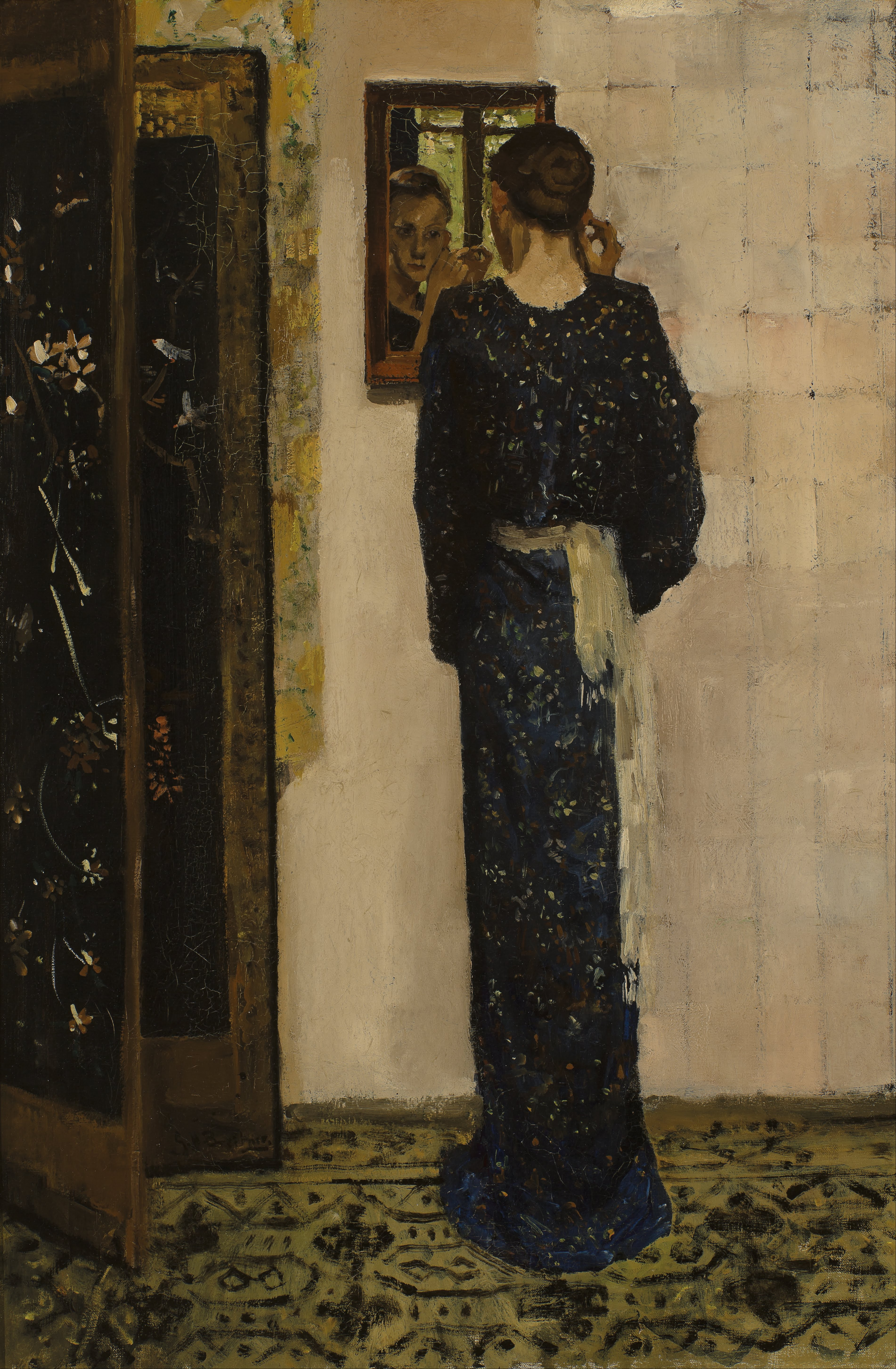
Het oorringetje
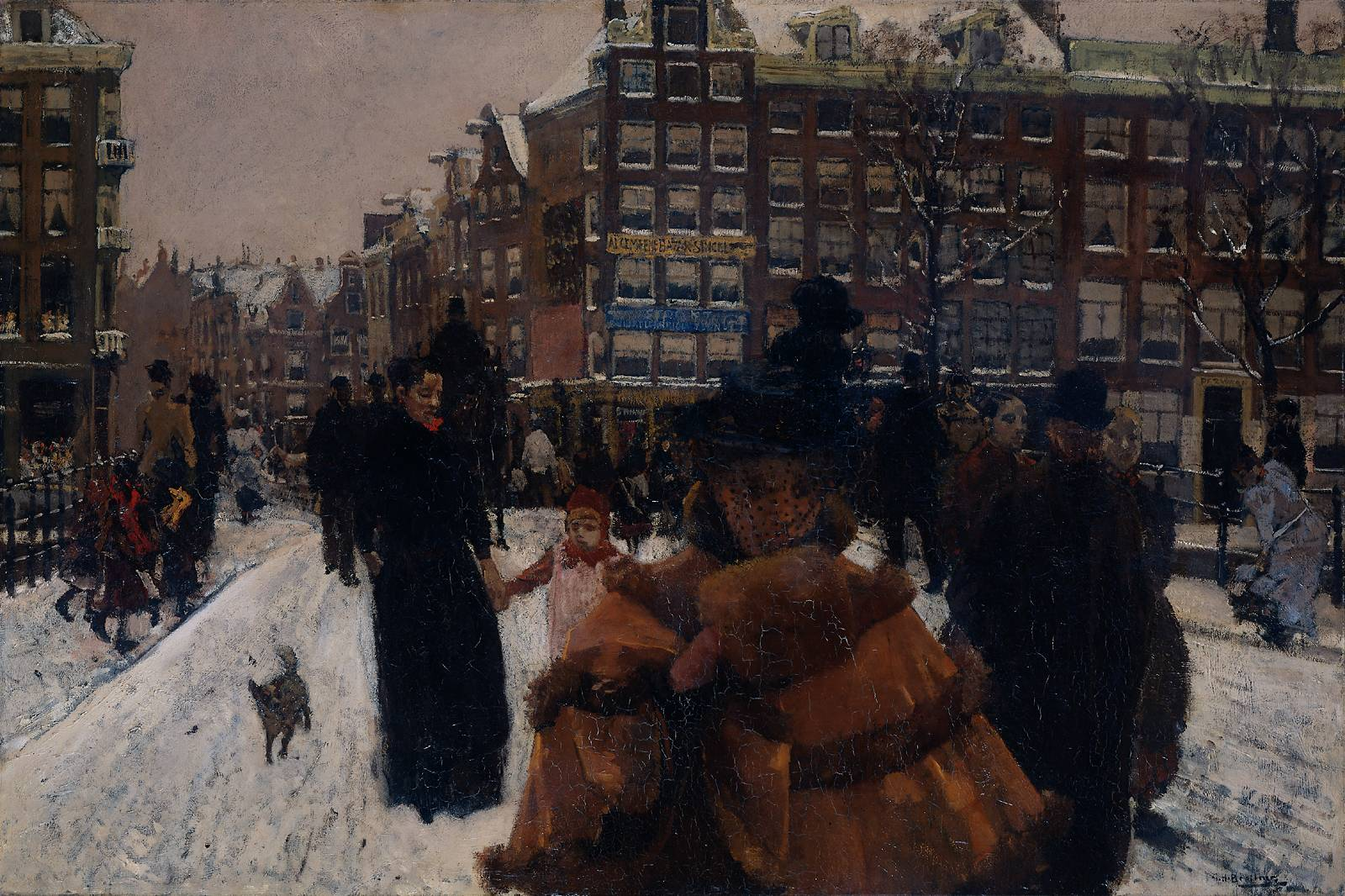
De Singelbrug bij de Paleisstraat in Amsterdam, ca. 1897
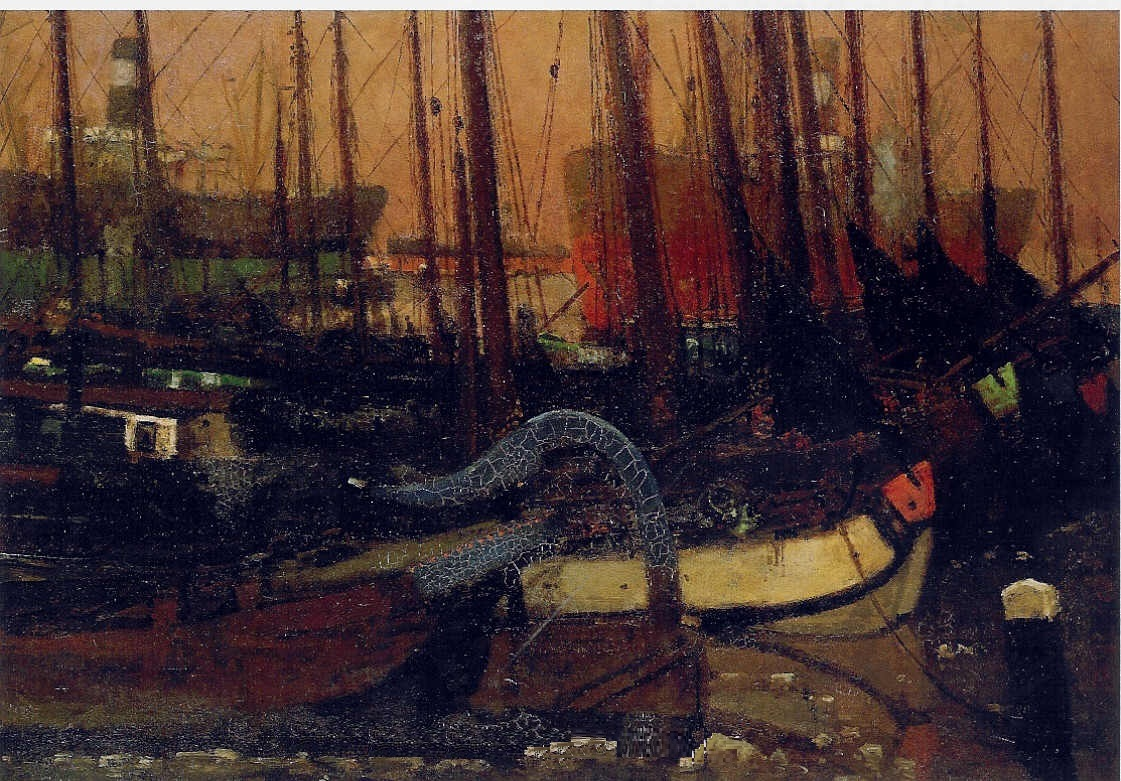
Schepen in het ijs, 1901
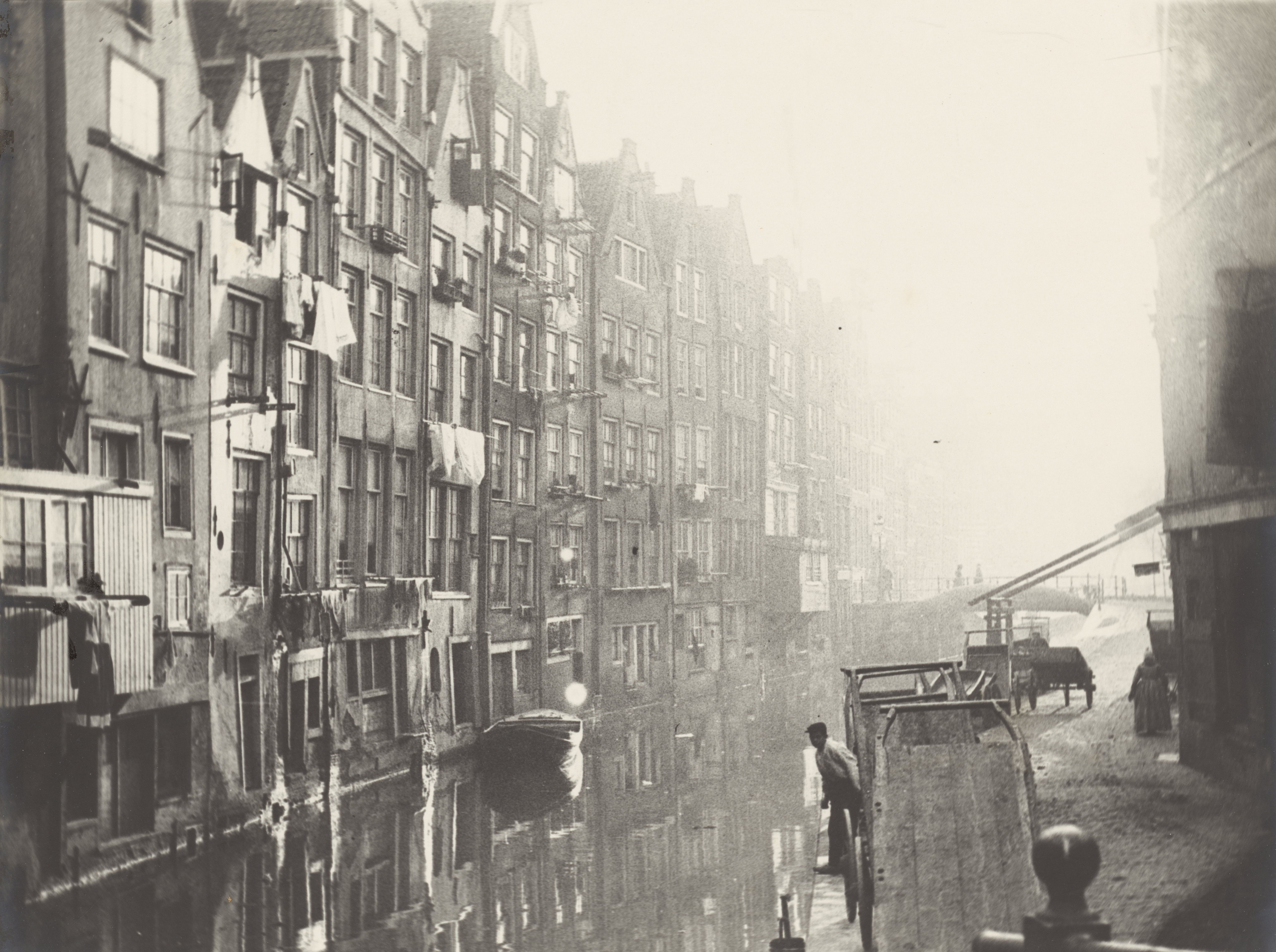
"Het Kolkje", G.H. Breitner (foto)